# Jon Condo
Jonathan Condo, detto Jon (Philipsburg, 26 agosto 1981), è un giocatore di football americano statunitense che milita nel ruolo di long snapper per gli Oakland Raiders della National Football League (NFL). Al college giocò a football alla Maryland University.

## Carriera professionistica

### Dallas Cowboys
Condo firmò come free agent il 29 aprile 2005 con i Dallas Cowboys, dopo non essere stato scelto al draft NFL 2005. Debuttò come professionista il 9 settembre contro i San Diego Chargers, il 28 settembre venne svincolato giocando con i Cowboys solamente tre partite.

### New England Patriots
Il 17 gennaio 2006 firmò con i New England Patriots ma il 21 agosto venne svincolato.

### Oakland Raiders
Il 29 novembre 2006 firmò con la squadra di allenamento degli Oakland Raiders. Il 3 gennaio 2007 rifirmò per un anno a 360.000$ e venne spostato nel ruolo di long snapper. Giocò 16 partite mettendo a segno 8 tackle totali.
Il 22 marzo 2008 firmò un nuovo contratto annuale per 445.000$. Disputò 16 partite facendo registrare 4 tackle totali. Il 16 marzo 2009 firmò un contratto di 1,01 milioni di dollari. A fine stagione fu convocato per il suo primo Pro Bowl.
Il 16 marzo 2010, Condo firmò un contratto annuale di 1,684 milioni di dollari. Giocò 16 partite con 6 tackle totali, inoltre forzò e recuperò un fumble. Il 29 luglio 2011 firmò un contratto triennale per un totale di 3,55 milioni di dollari, inclusi 325.000$ di bonus alla firma. A fine stagione fu selezionato per il secondo Pro Bowl della carriera.
Il 28 ottobre 2012, contro i Kansas City Chiefs, recuperò un importante fumble sulle 14 yard avversarie ritornandolo per 3 yard. Il 4 agosto firmò un nuovo contratto quadriennale per un totali di 4,4 milioni di dollari (1,7 milioni garantiti), inclusi 710.000$ di bonus alla firma. L'8 settembre 2013 giocò la sua 100a partita nella NFL contro gli Indianapolis Colts.
Il 20 marzo 2017 rifirmò un contratto annuale con i Raiders.

## Palmarès
- Convocazioni al Pro Bowl: 2

2009, 2011

## Statistiche
| Partite totali      | 160 |
| Partite da titolare | 0   |
| Tackle totali       | 21  |
| Fumble forzati      | 1   |
| Fumble recuperati   | 4   |

Statistiche aggiornate alla stagione 2016